# 風説の流布
風説の流布（ふうせつのるふ）とは、有価証券の価格を変動させる目的で、虚偽の情報を流すこと。また、不正競争防止法においては、競争関係にある他人の営業上の信用を害する虚偽の事実を告知し、又は流布する行為が処罰の対象となりうる（2条21号）。

## 概要
明白に虚偽とは言えなくとも、合理的な根拠のない情報であれば罰せられるおそれがある。一方、偽の情報を流すにあたって、相場変動を目的としていない場合は、金融商品取引法における「風説の流布」にはあたらず、違法性があれば偽計業務妨害罪などで罰せられることになる。
金融庁内に設けられている、証券取引等監視委員会が監視を行なっており、風説流布の動きを知った場合は、同委員会に通報することができる。
インターネットの普及にともない、今日ではSNSやブログを利用することで、誰もが風説の流布を容易に行うことができ、大きな問題となっている。特に、アメリカではスパムメール等による風説の流布が増加している。

## 法律
- 金融商品取引法について以下では、条数のみ記載する。

金融商品取引法上の禁止行為の一つ（第158条、課徴金につき第173条、罰則につき第197条1項5号，2項，得た利益の没収等について、第198条の2）。違反すると10年以下の懲役若しくは1000万円以下の罰金に処される。
法人等の代表者や使用人その他従業員が、その法人の業務又は財産に関し、当該行為違反をおこなった場合は両罰規定によりその法人に7億円以下の罰金刑が課される（金融商品取引法第207条1項1号）。

## 主な条文
- 金融商品取引法第158条

何人も、有価証券の募集、売出し若しくは売買その他の取引若しくはデリバティブ取引等のため、又は有価証券等（有価証券若しくはオプション又はデリバティブ取引に係る金融商品（有価証券を除く。）若しくは金融指標をいう……。）の相場の変動を図る目的をもつて、風説を流布し、偽計を用い、又は暴行若しくは脅迫をしてはならない。
適法範囲
包括規定であるため抵触する行為の範囲は広い。そのため必ずしも個々の案件で検察が捜査を行うとは限らない。
- 不正競争防止法(e-Gov法令検索)

公布　平成三十年五月三十日
改正　平成三十年　法律　第三十三号
第二条
この法律において「不正競争」とは、次に掲げるものをいう。
二十一号 　競争関係にある他人の営業上の信用を害する虚偽の事実を告知し、又は流布する行為

## 事例
- 1995年　東京地方検察庁が東京都内の会社元社長を自社株釣上げ目的で虚偽の情報を流した容疑で逮捕。
- 1997年　証券取引等監視委員会がギャンブル雑誌で株式銘柄の紹介記事を書いていた占い師を告発。
- 1998年　ストラットン・オークモント詐欺
- 2006年1月23日　東京地検は企業買収に絡む株取り引きで風説の流布の疑いでインターネット関連企業ライブドアの堀江貴文前社長らを逮捕（ライブドア事件）。
- 2007年3月8日　アメリカ証券取引委員会がスパムによる株価操作の疑いのある35社の取引を停止。これらはピンクシート市場で取引されていた。
- 2007年7月14日　電子検査装置メーカーのオー・エイチ・ティーの株価の不正操作に関与していたとして、さいたま地検は、東京都内の弁護士の事務所を家宅捜索した。
- 2008年3月　ヘラクレス上場のオープンインタフェースの元衆議院議員である取締役に対し、妻と離婚せよと脅迫していた女性が、離婚を拒否された逆恨みから掲示板で取締役が殺人事件に関与したなどの虚偽の情報を流して株価を下落させたとして書類送検された。
- 2009年11月　精密機器メーカーの持ち株会社『ユニオンホールディングス』の株の「仮装売買」などを繰り返し、取引が活発に行われているように見せ掛け、株価を不正に吊り上げたとして、同社の社長と仕手グループが逮捕された。さらに同年12月には、同社が実施した第三者割当増資の一部を、傘下の実体の無い投資会社に還流させ架空増資をしたとして、社長らが再逮捕された。
- 2011年12月　神戸市垂水区在住の男性が、自らが保有する株式の株価を吊り上げる目的で、インターネット掲示板に虚偽の企業情報を書き込んでいたとして、兵庫県警に逮捕された。
- 2015年12月　インターネットのコラムに特定株を示唆して株価が上昇するかのような書き込みをしたとして、加藤暠元誠備グループ代表らが東京地検に逮捕された。